# Liste der Flüsse in Tasmanien
Die Liste der Flüsse in Tasmanien gibt eine Übersicht aller Flüsse im australischen Bundesstaat Tasmanien.
Über die Hauptinsel Tasmanien hinaus gehören auch mehrere kleine, meist unbewohnte Inselgruppen in der Region hinzu. Die Hauptstadt und größte Stadt ist Hobart, die zweitgrößte Stadt ist Launceston.

## Flüsse
Legende: L = Länge in km; E = Einzugsgebiet in km²; Q = Quellhöhe; M = Mündungshöhe; F = Flusssystem

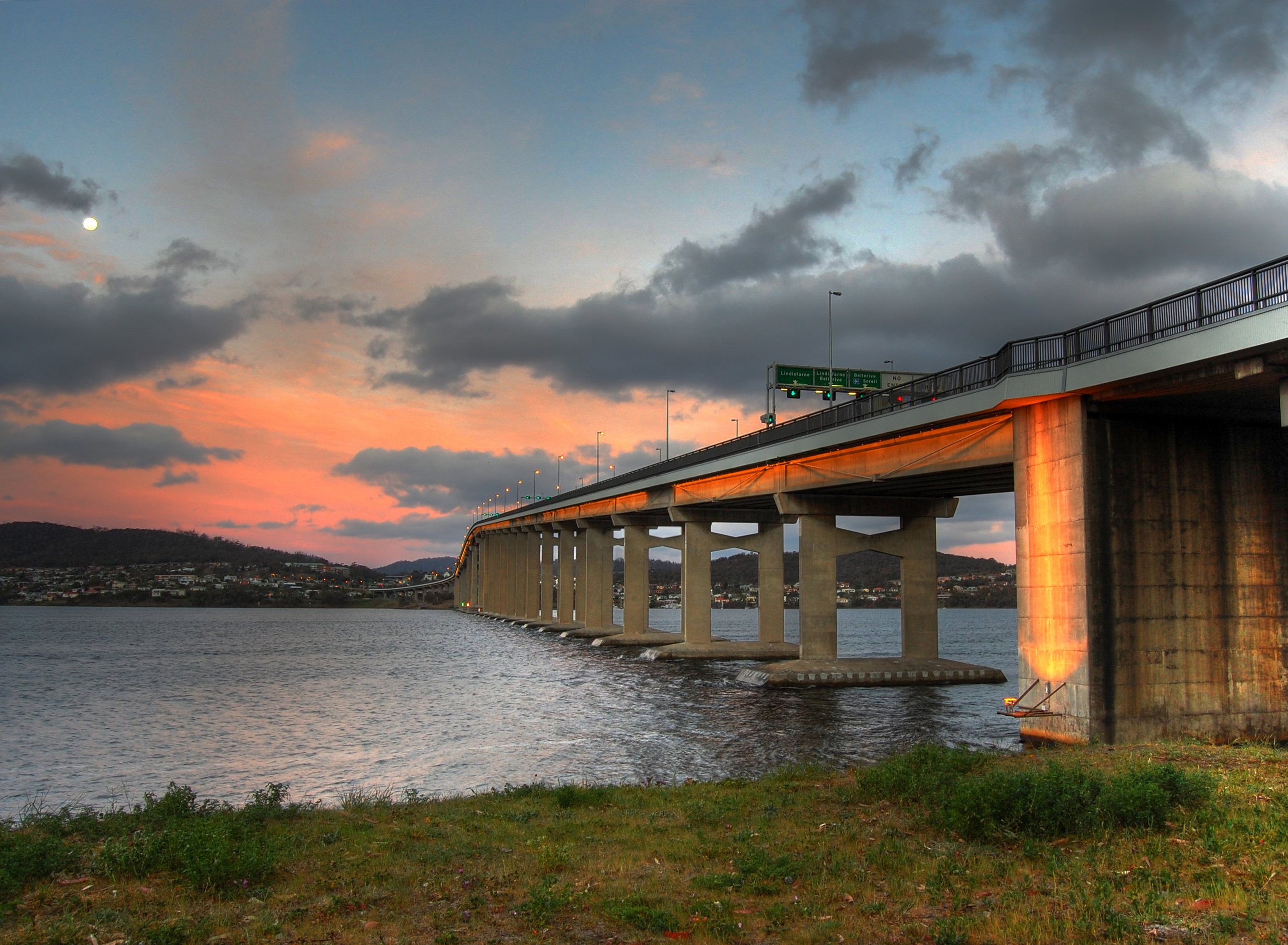
Tasman Bridge über dem Derwent River

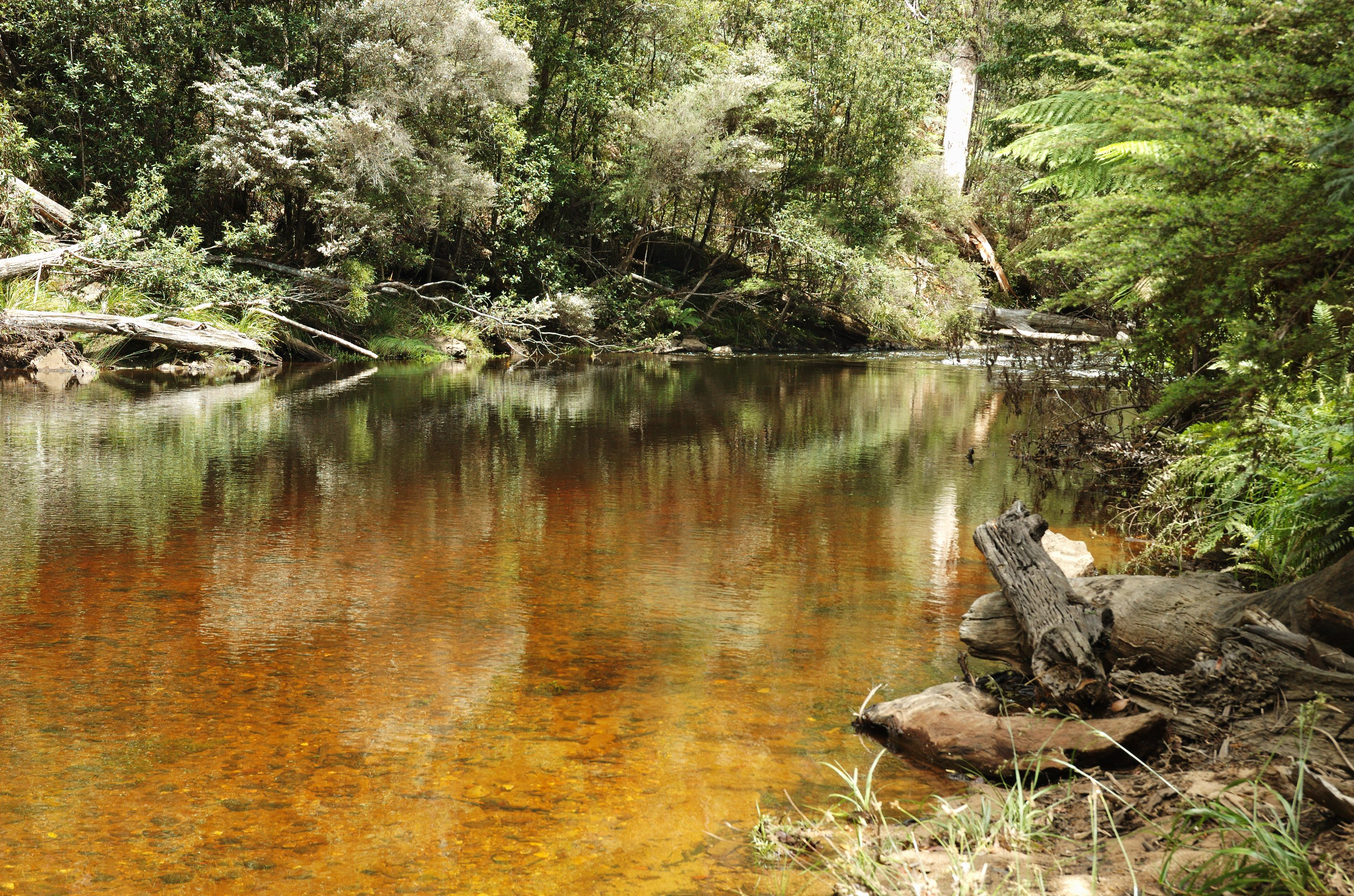
Emu River

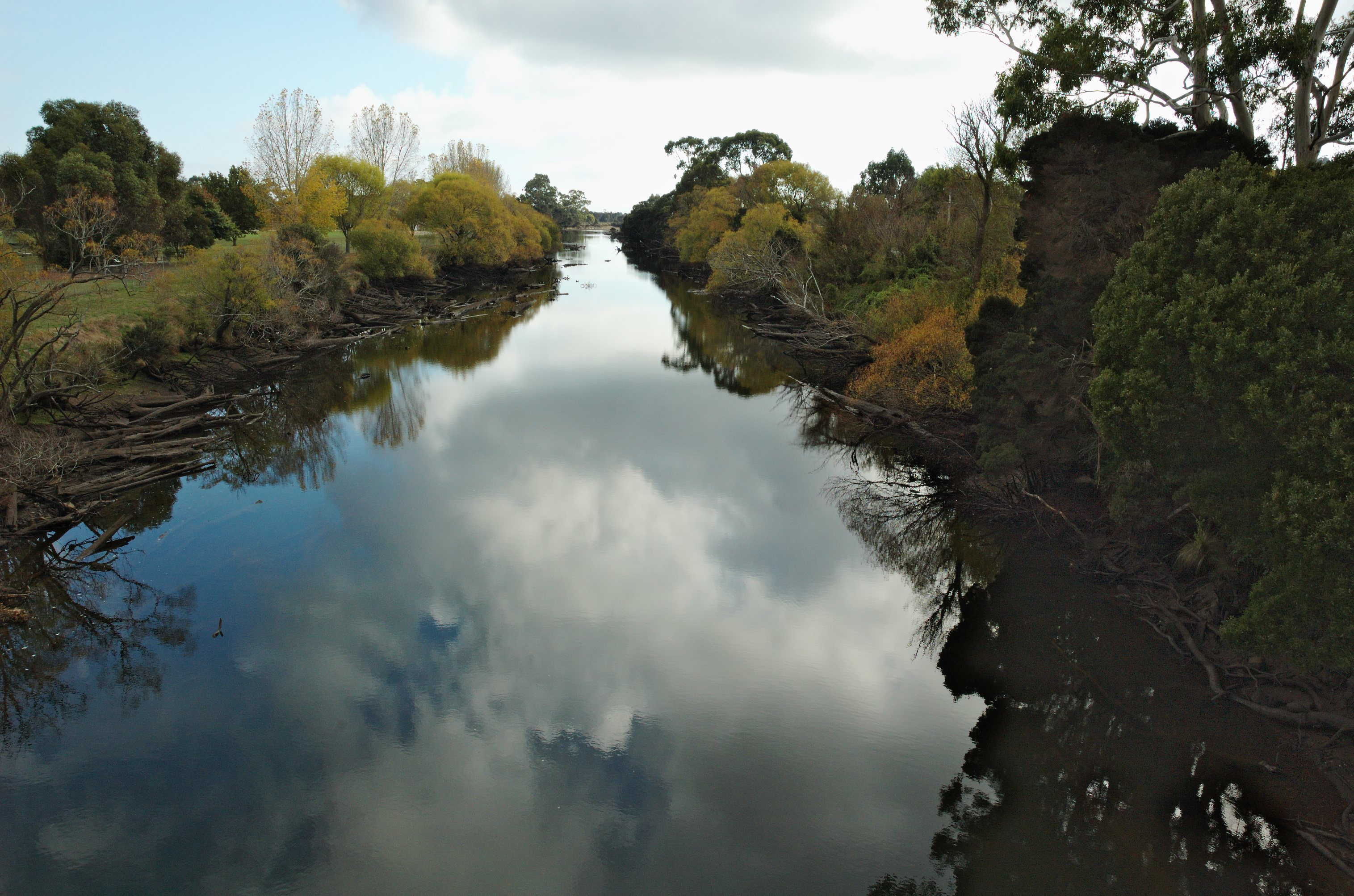
Forth River

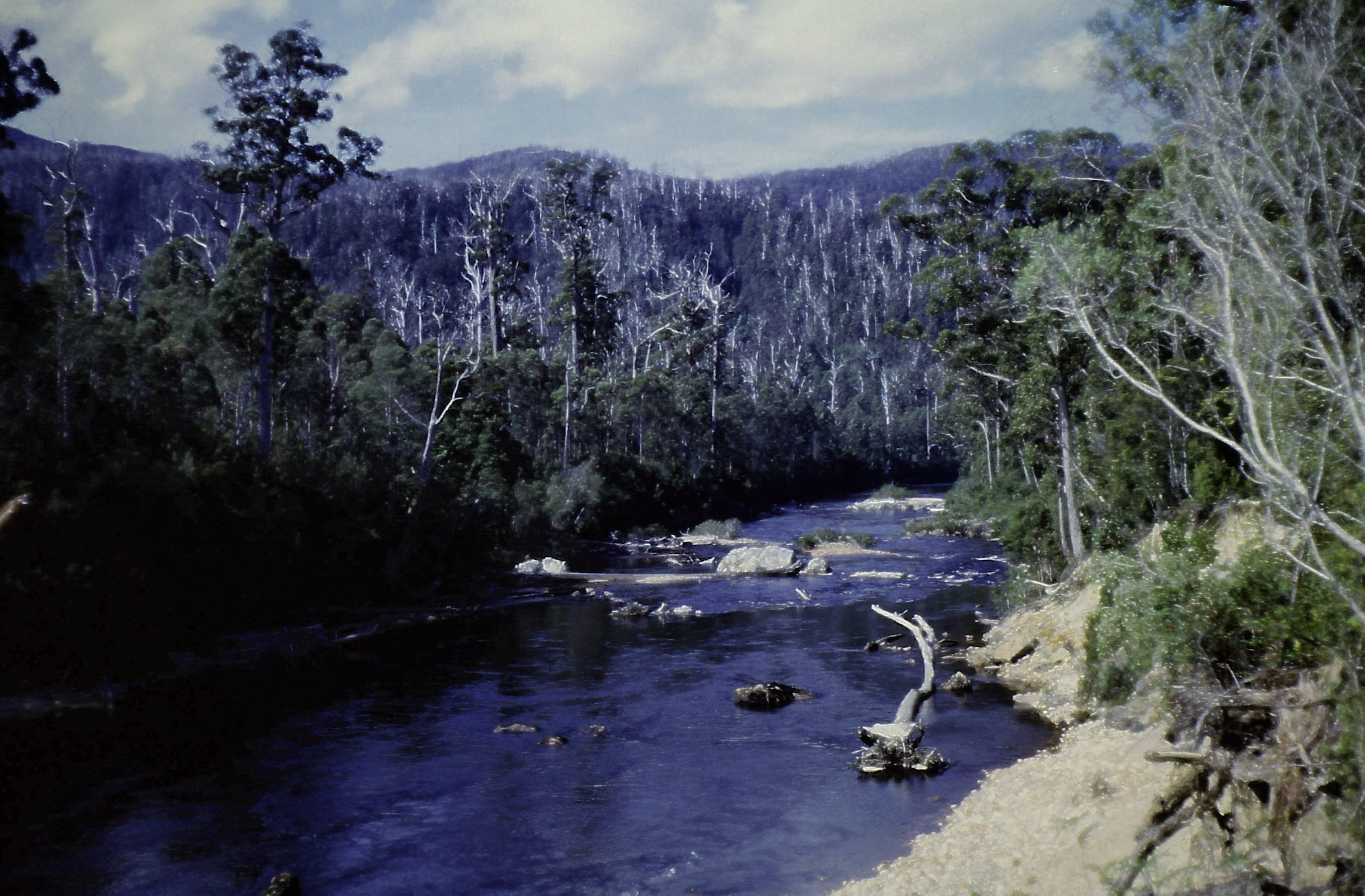
Huon River

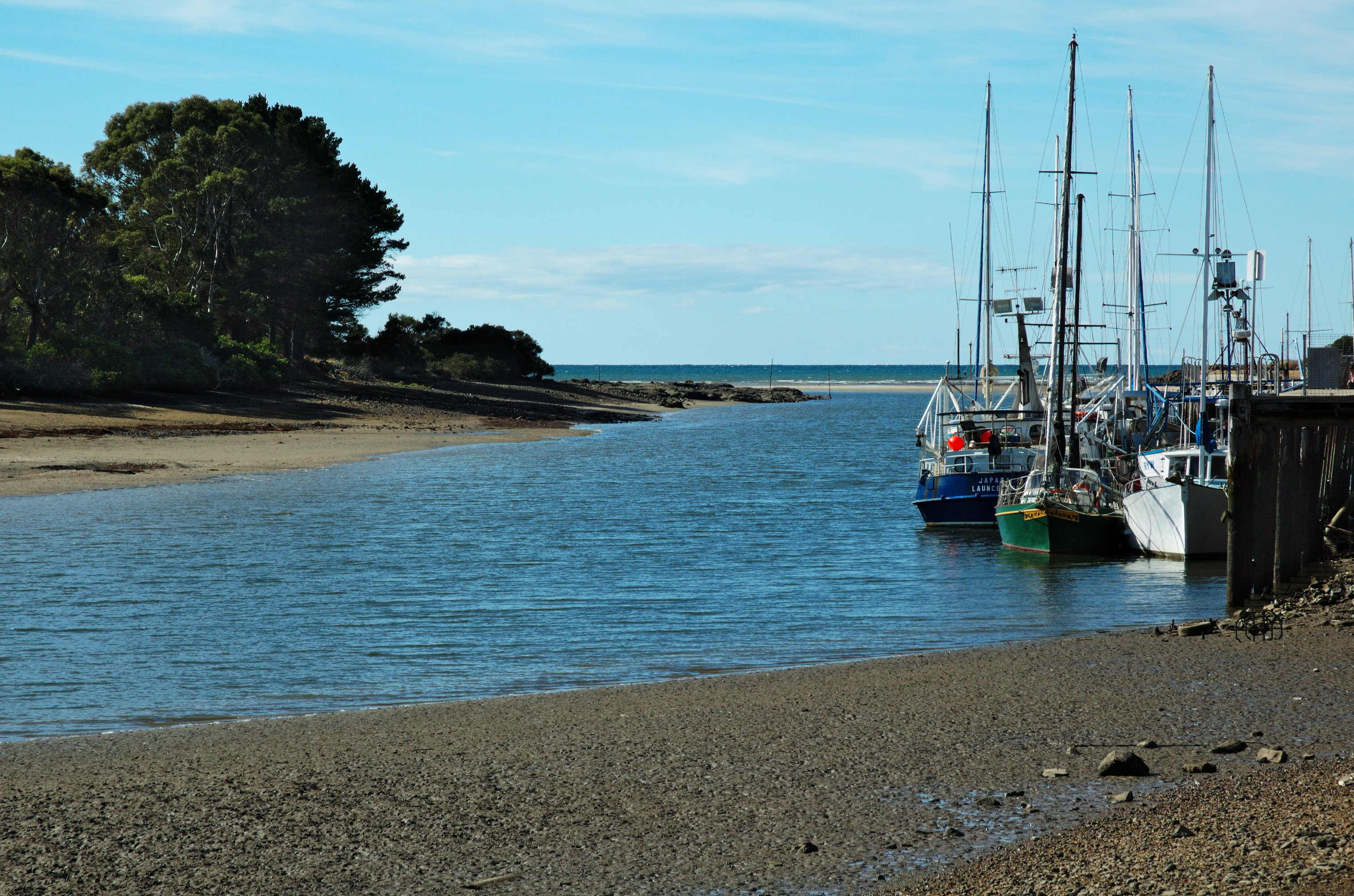
Inglis River, kurz vor der Mündung in die Bass-Straße

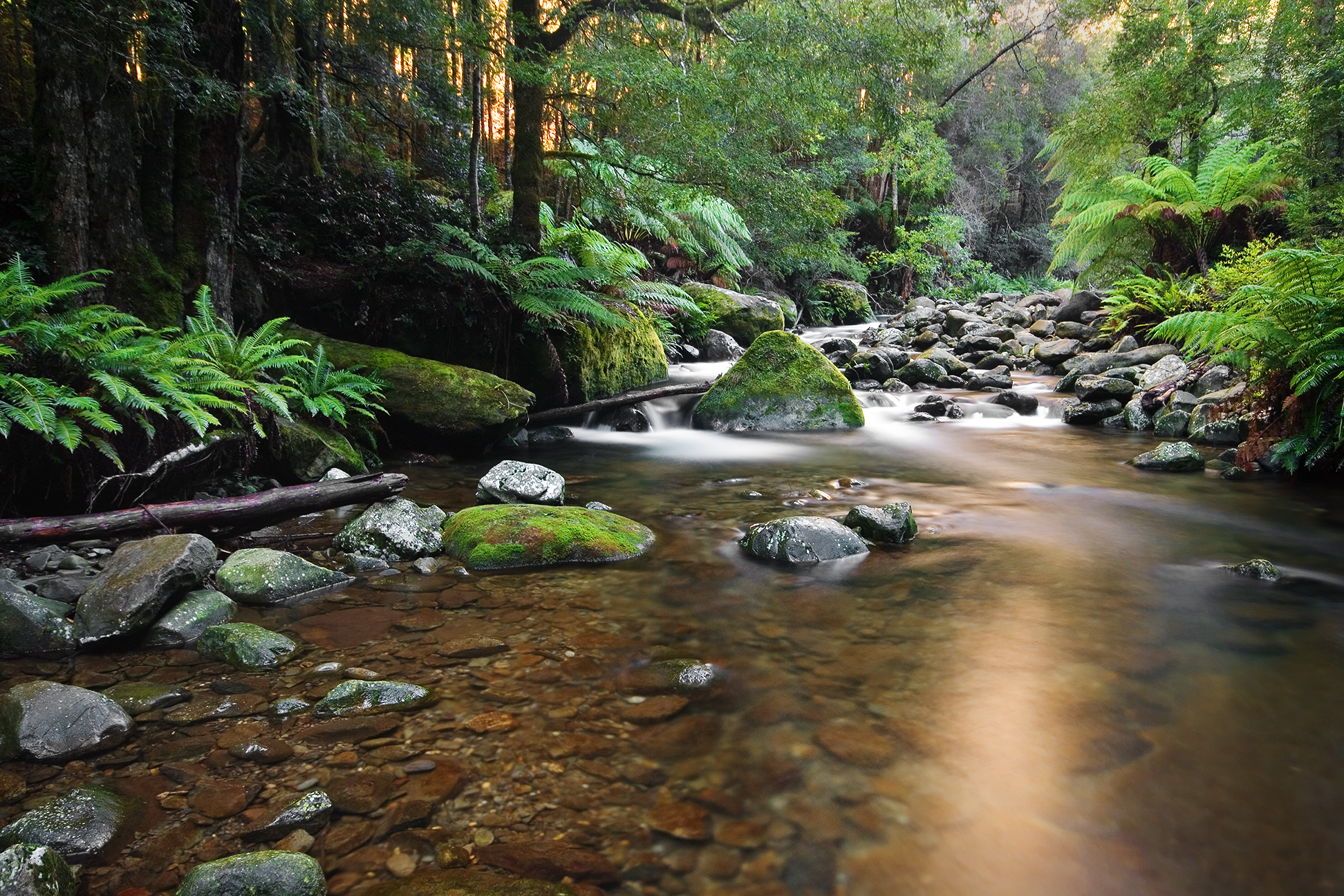
Liffey River

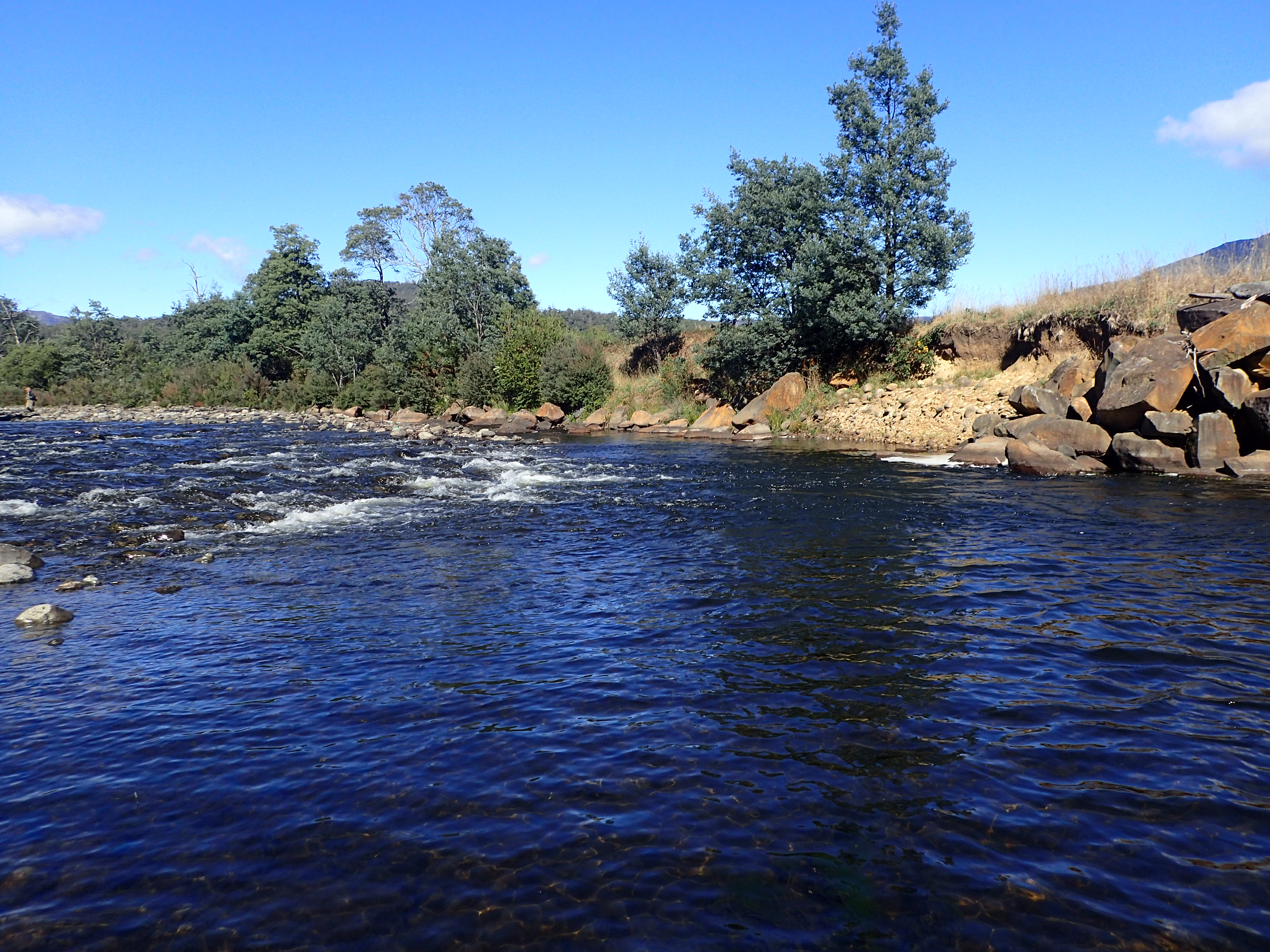
Meander River

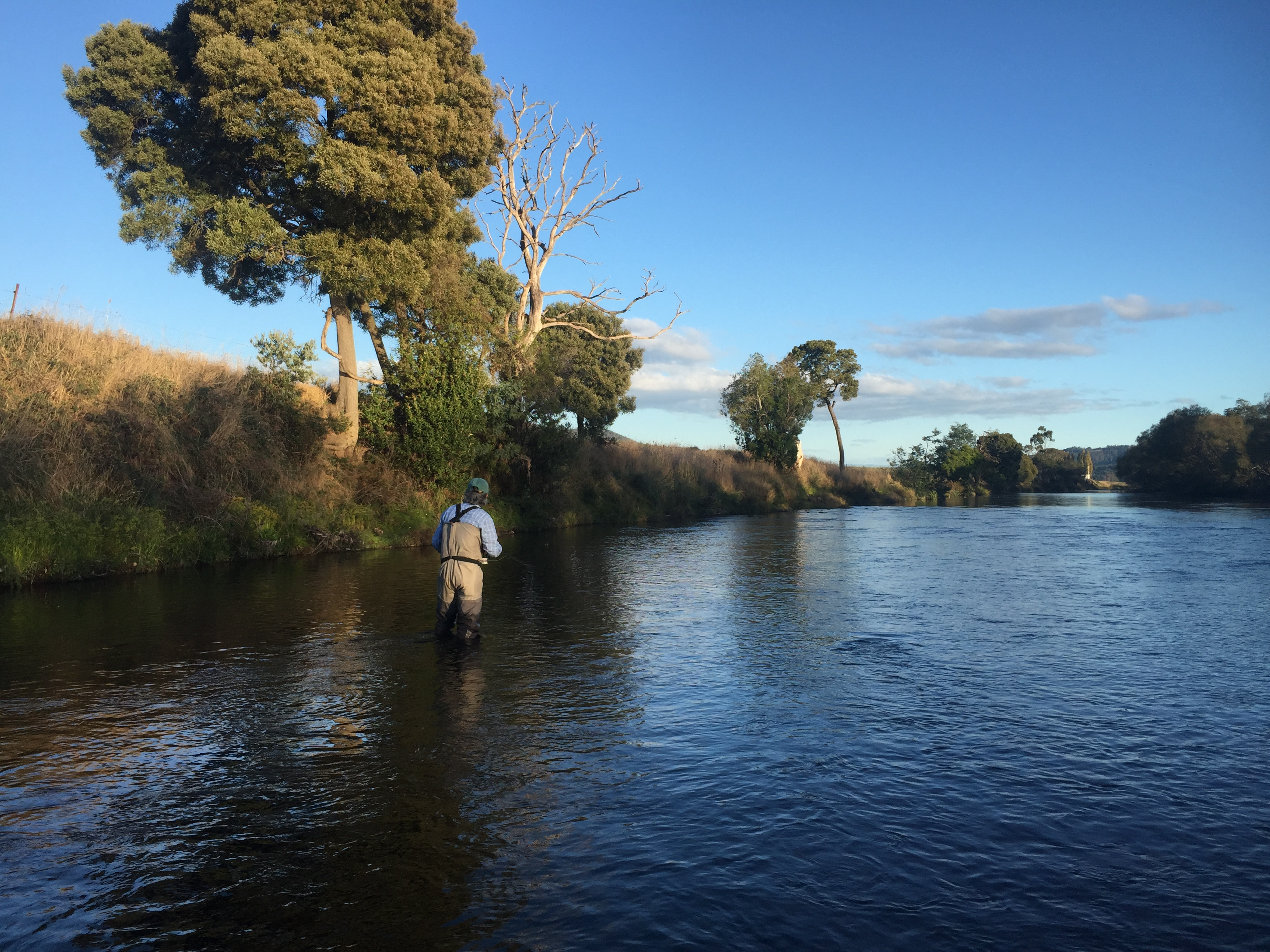
Mersey River

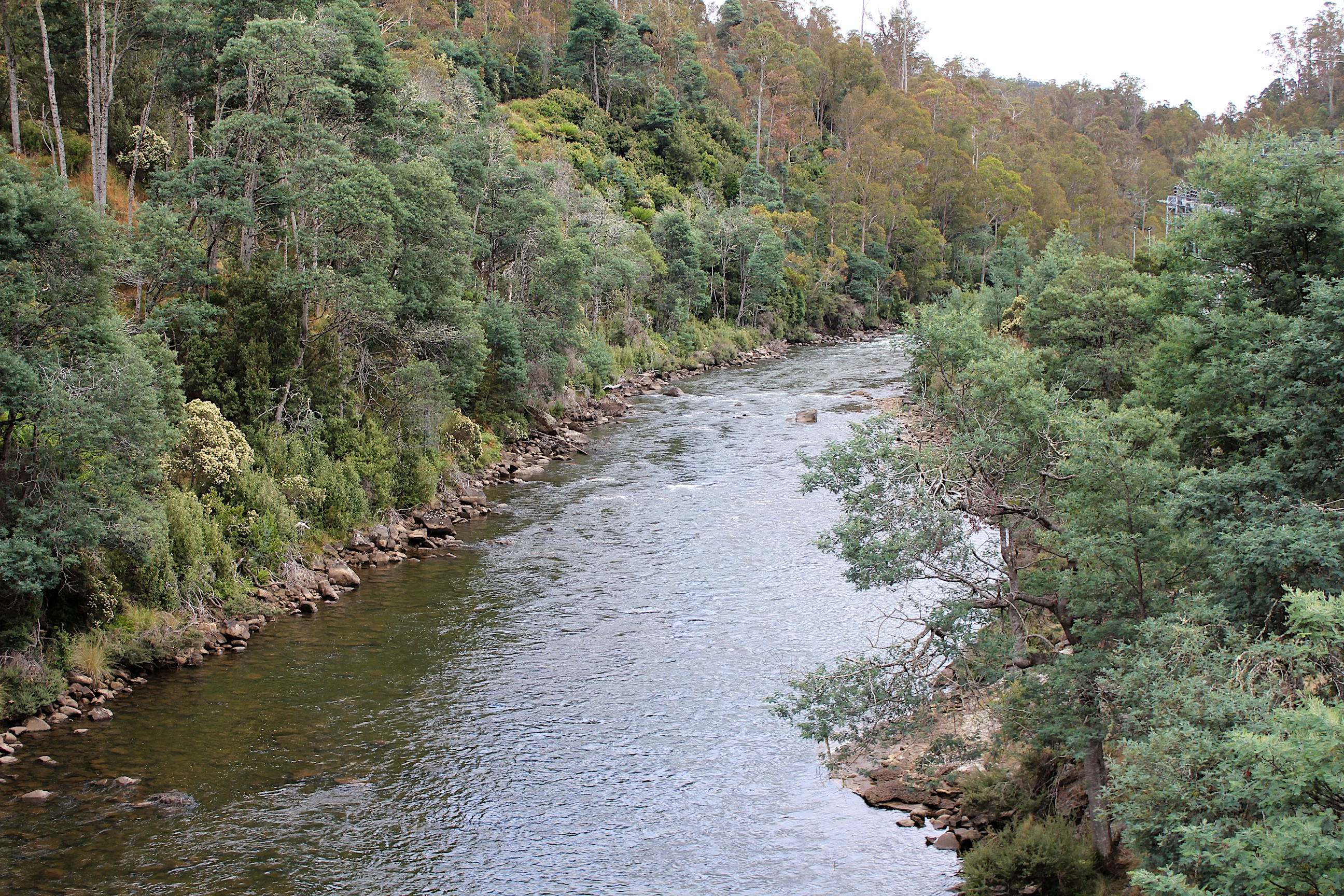
Nive River

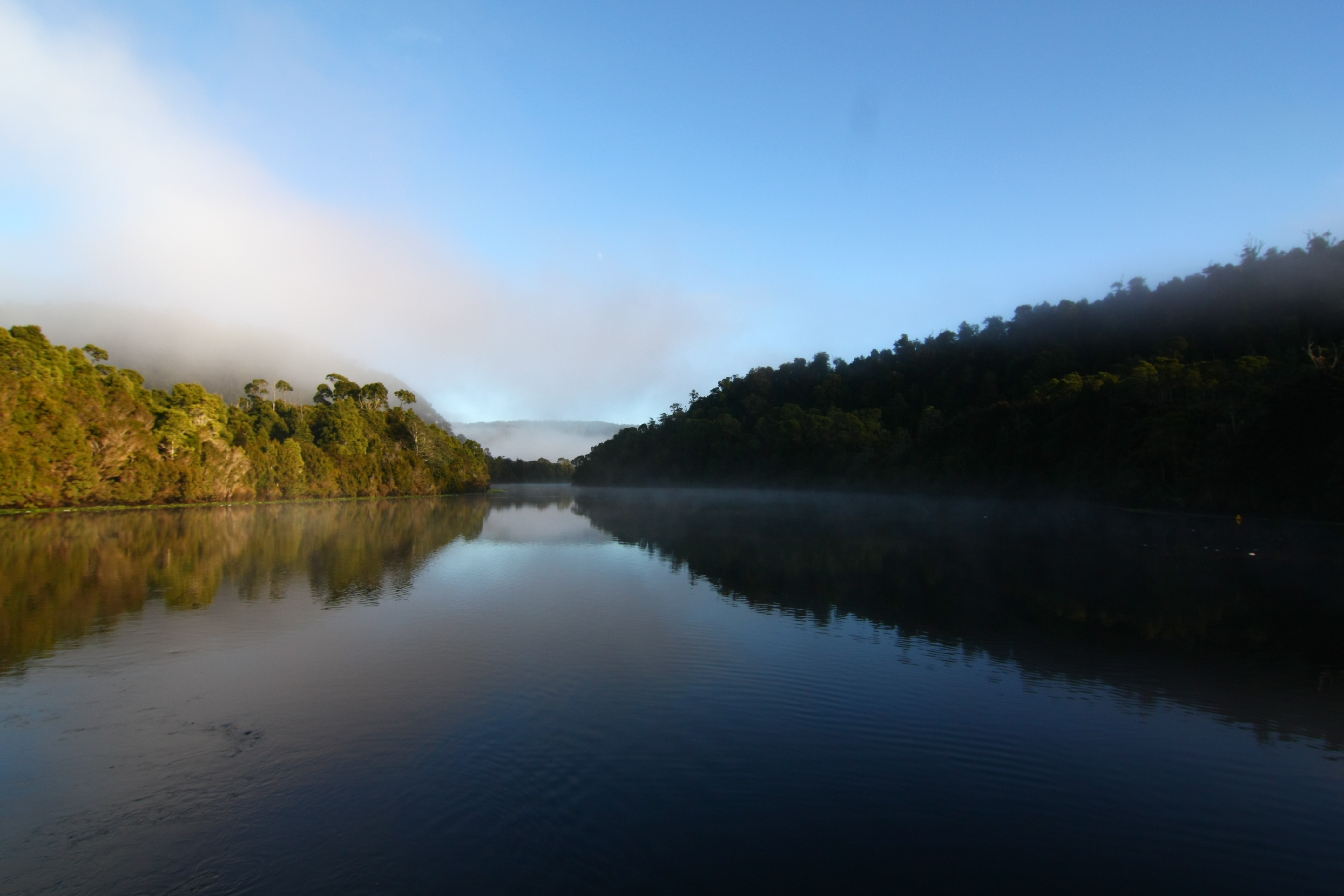
Pieman River

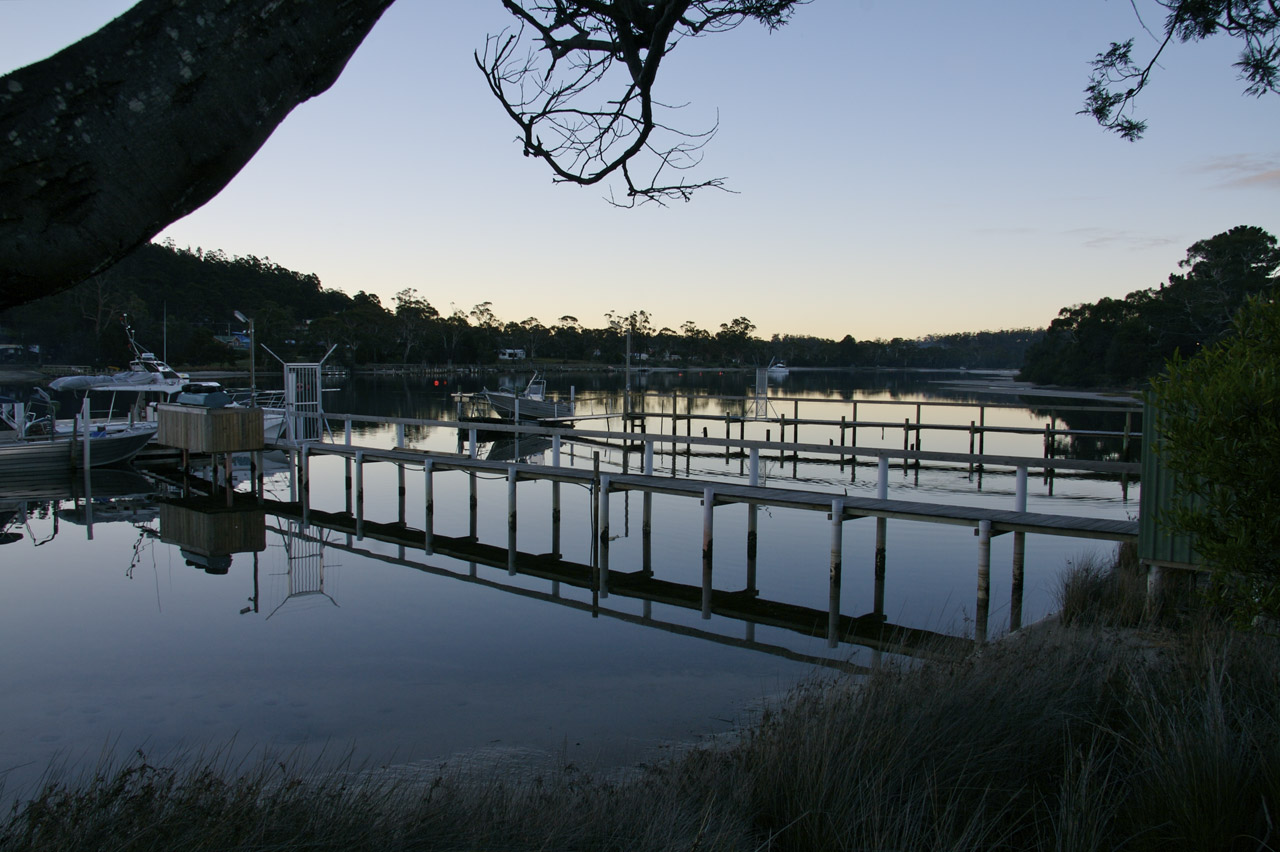
Piers am Prosser River in Orford

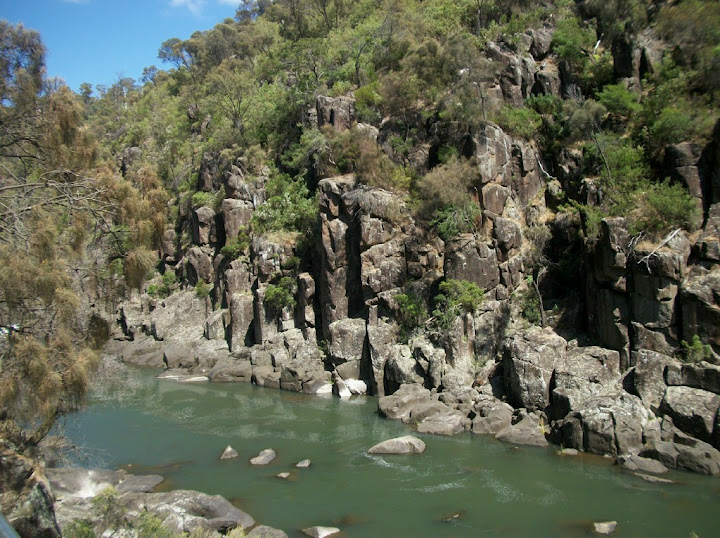
South Esk River in der Cataract Gorge

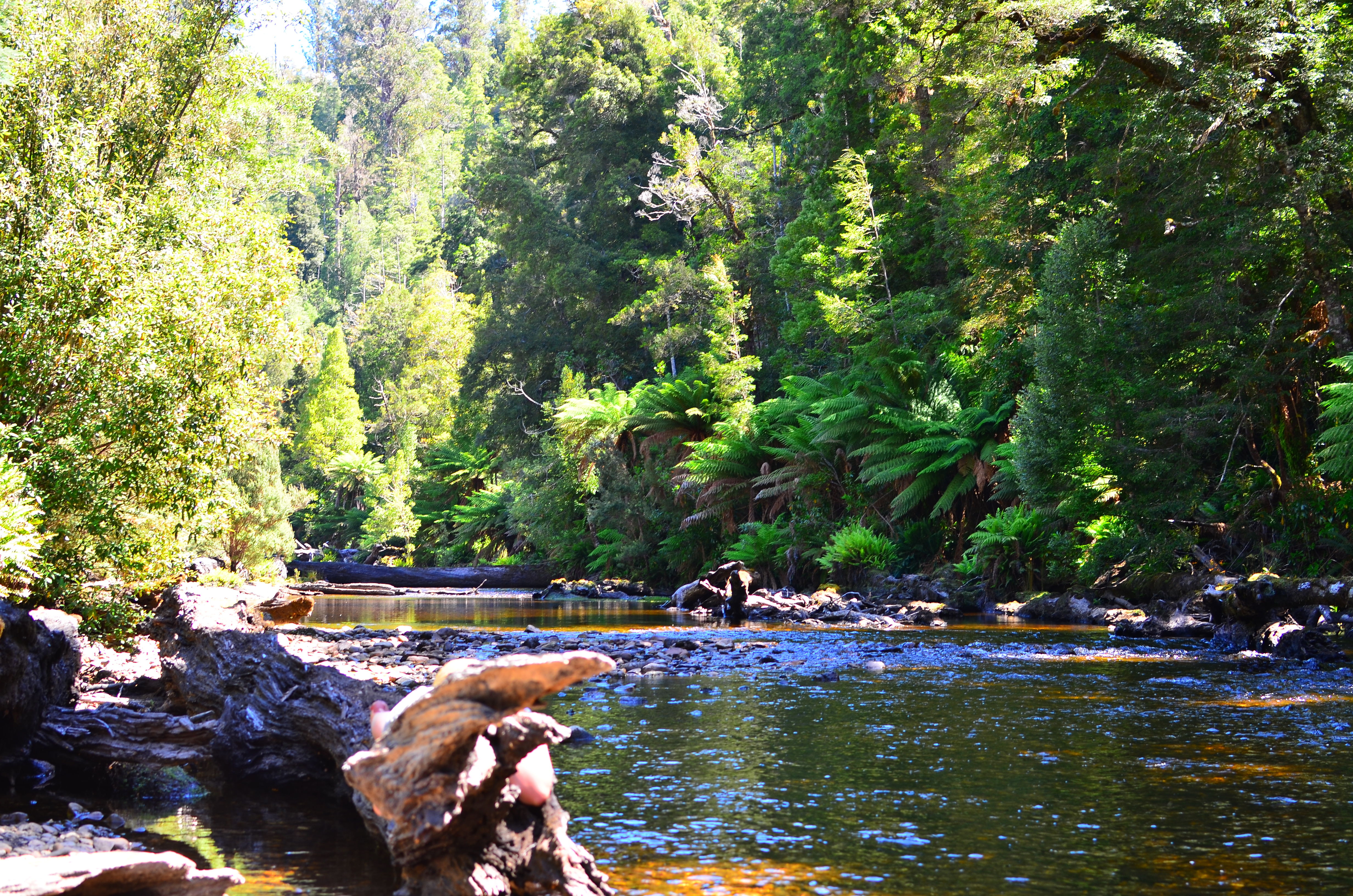
Styx River

| Name                    | L     | E     | Q     | M     | F             | Bemerkung/en |
| ----------------------- | ----- | ----- | ----- | ----- | ------------- | --- |
| Acheron River           | 7,9   |       | 457   | 174   | Gordon River  | |
| Achilles River          | 8,8   |       | 1.170 | 336   | Pieman River  | |
| Adams River             | 22,8  |       | 605   | 296   | Gordon River  | durchfließt den Lake Gordon |
| Adelaide River          | 13,0  |       | 797   | 383   | Gordon River  | |
| Albert River            | 19,4  |       | 776   | 64    | Gordon River  | |
| Alfred River            | 12,5  |       | 530   | 123   | Pieman River  | |
| Alma River              | 21,7  |       | 1.000 | 358   | Gordon River  | |
| Andrew River            | 34,3  |       | 663   | 114   | Gordon River  | durchfließt den Lake Burbury |
| Anne River              | 19,8  |       | 592   | 158   | Huon River    | |
| Anthony River           | 15,8  |       | 719   | 222   | Pieman River  | durchfließt Lake Huntley (719 m ü. M.), Lake Rolleston (559), Lake Plimsoll (517) und Lake Murchison (222) |
| Arm River               | 14,1  |       | 674   | 416   | Mersey River  | |
| Arthur River            | 172,0 |       | 479   | 0     | Arthur River  | nach Sir George Arthur benannt, der von 1824 bis 1836 Gouverneur von Van-Diemens-Land war |
| Arve River              | 23,4  |       | 917   | 43    | Huon River    | |
| Back River              | 7,0   |       | 207   | 9     | Derwent River | |
| Back River              | 10,4  |       | 368   | 50    | Prosser River | |
| Badger River            | 11,3  |       | 127   | 6     | Henty River   | |
| Balaclava River         | 12,1  |       | 690   | 404   | Gordon River  | |
| Bluff River             | 18,8  |       | 1.153 | 280   | Pieman River  | entfließt dem Lake Will (1.153 m ü. M.) |
| Bluff River             | 34,0  |       | 377   | 50    | Prosser River | |
| Blackman River          | 42,1  |       | 825   | 187   | Tamar River   | |
| Boyd River              | 24,9  |       | 786   | 296   | Gordon River  | mündet in den Lake Gordon (296 m ü. M.) |
| Boyes River             | 10,5  |       | 992   | 296   | Gordon River  | mündet in den Lake Gordon (296 m ü. M.) |
| Break O’Day River       | 30,2  |       | 260   | 232   | Tamar River   | |
| Broad River             | 23,6  |       | 911   | 102   | Derwent River | entfließt dem Lake Seal (911 m ü. M.), durchfließt Lake Webster (830) und mündet in die Cluny Lagoon (102) |
| Brougham River          | 13,4  |       | 890   | 219   | Pieman River  | mündet in den Mackintosh-Stausee (219 m ü. M.) |
| Brushy River            | 24,3  |       | 765   | 44    | Swan River    | |
| Bulgobac River          | 12,5  |       | 706   | 368   | Pieman River  | |
| Calder River            | 15,3  |       | 340   | 71    | Inglis River  | |
| Campbell River          | 19,2  |       | 1.230 | 272   | Forth River   | |
| Cam River               | 35,7  |       | 302   | 0     | Cam River     | |
| Castray River           | 11    |       | 750   | 244   | Pieman River  | |
| Clarence River          | 21,5  |       | 962   | 546   | Derwent River | durchfließt die Clarence Lagoon (962 m ü. M.) |
| Clyde River             | 97,3  | 1.120 | 806   | 79    | Derwent River | durchfließt Lake Sorell (806 m ü. M.), Lake Crescent (806) und Meadowbank Lake (79) |
| Coldstream River        | 12,8  |       | 615   | 195   | Pieman River  | |
| Collingwood River       | 14,0  |       | 404   | 352   | Gordon River  | |
| Collins River           | 9,9   |       | 210   | 61    | Old River     | |
| Counsel River           | 15,5  |       | 968   | 403   | Derwent River | |
| Cracroft River          | 30,9  |       | 405   | 127   | Huon River    | |
| Crossing River          | 49,0  |       | 531   | 21    | Davey River   | |
| Cuvier River            | 11,6  |       | 877   | 738   | Derwent River | durchfließt Lake Petrarch (870 m ü. M.) und Lake St. Clair (738) |
| Cygnet River            | 26,6  |       | 408   | 11    | Swan River    | durchfließt die Kings Bay (0 m ü. M.) und den Great Swanport (0) |
| Darling River           | 7,5   |       | 377   | 185   | Emu River     | |
| Dasher River            | 37,2  |       | 535   | 60    | Mersey River  | |
| Davey River             | 52,7  |       | 227   | 0     | Davey River   | |
| Davis River             | 11,7  |       | 1.170 | 588   | Derwent River | |
| Dawson River            |       |       |       |       |               | |
| De Witt River           | 13,3  |       | 511   | 18    | Davey River   | |
| Dee River               | 32,8  |       | 657   | 89    | Derwent River | entfließt der Dee Lagoon (657 m ü. M.) |
| Denison River           | 82,1  |       | 535   | 40    | Gordon River  | |
| Denison River           |       |       |       |       | Lisle Creek   | |
| Derwent River           | 203,1 | 9.832 | 738   | 0     | Derwent River | durchfließt den Lake St. Clair (738 m ü. M.), St. Clair Lagoon (738), Lake King William (715), Wayatinah Lagoon (230), Lake Catagunya (187), Lake Repulse (150), Cluny Lagoon (102) und den Meadowbank Lake (79) |
| Dodds River             | 14,2  |       | 643   | 172   | Davey River   | |
| Don River               |       |       |       |       |               | |
| Donaldson River         | 54,0  |       | 440   | 430   | Pieman River  | |
| Douglas River           |       |       |       |       |               | |
| Dove River              | 30,6  |       | 939   | 222   | Forth River   | durchfließt den Dove Lake (938 m ü. M.) und den Cethana-Stausee (222) |
| Dukes River             | 13,1  |       | 687   | 447   | Tamar River   | |
| Dundas River            |       |       |       |       |               | |
| East Cam River          | 11,0  |       | 520   | 221   | Cam River     | |
| East Gawler River       | 12,1  |       | 421   | 119   | River Leven   | |
| Eldon River             | 21,4  |       | 991   | 243   | King River    | |
| Elizabeth River         | 59,6  |       | 573   | 171   | Tamar River   | durchfließt den Lake Leake |
| Emu River               | 52,2  |       | 548   | 0     | Emu River     | durchfließt den Companion-Stausee (548 m ü. M.) |
| Fall River              | 10,2  |       | 904   | 688   | Forth River   | |
| Firths River            | 12,4  |       | 634   | 247   | Gordon River  | |
| Fish River              | 8,1   |       | 1.110 | 480   | Mersey River  | durchfließt den Lake Rowallan (480 m ü. M.) |
| Fisher River            | 29,3  |       | 1.240 | 415   | Mersey River  | durchfließt Lake Mackenzie (1.114 m ü. M.) und Lake Parangana (415) |
| Florentine River        | 65,4  |       | 666   | 187   | Derwent River | mündet in den Catagunya-Stausee (187 m ü. M.) |
| Flowerdale River        | 55,3  |       | 543   | 16    | Inglis River  | |
| Ford River              | 21,3  |       | 1.490 | 399   | Tamar River   | |
| Forth River             | 103,0 | 1.126 | 1.020 | 0     | Forth River   | durchfließt Lake Cethena (222 m ü. M.), Lake Barrington (178) und Lake Paloona (66) |
| Fossey River            | 17,7  |       | 649   | 609   | Arthur River  | |
| Frankland River         | 40,9  |       | 142   | 23    | Arthur River  | |
| Frankland River         | 16,4  |       | 502   | 59    | Davey River   | |
| Franklin River          | 125,0 |       | 951   | 17    | Gordon River  | durchflißet den Lake Undine (705 m ü. M.) und den Lake Dixon (664) |
| Fury River              | 20,5  |       | 562   | 219   | Pieman River  | mündet in den Lake Mackintosh (219 m ü. M.) |
| Garfield River          | 11,0  |       | 553   | 67    | King River    | |
| Gawler River            | 12,9  |       | 119   | 0     | River Leven   | |
| Gell River              | 21,8  |       | 831   | 509   | Gordon River  | durchfließt den Lake Curly (718 m ü. M.) |
| Gordon River            | 172,0 |       | 570   | 0     | Gordon River  | durchfließt den Lake Gordon (296 m ü. M.) |
| Grane River             | 9,2   |       | 365   | 224   | Arthur River  | |
| Guide River             | 18,6  |       | 408   | 92    | Cam River     | durchfließt das Guide Reservoir (394 m ü. M.) |
| Hansons River           | 16,5  |       | 1.130 | 271   | Forth River   | |
| Hardwood River          | 26,7  |       | 202   | 36    | Davey River   | |
| Harman River            | 11,8  |       | 581   | 122   | Pieman River  | |
| Hatfield River          | 31,2  |       | 749   | 195   | Pieman River  | |
| Heazlewood River        | 33,6  |       | 432   | 146   | Pieman River  | |
| Hebe River              | 9,1   |       | 494   | 161   | Inglis River  | |
| Heemskirk River         | 15,5  |       | 744   | 102   | Pieman River  | mündet in den Pieman-Stausee (102 m ü. M.) |
| Hellyer River           | 60,6  |       | 708   | 196   | Arthur River  | |
| Henry River             |       |       |       |       |               | |
| Henty River             | 45,5  |       | 264   | 0     | Henty River   | |
| Holley River            | 21,5  |       | 907   | 296   | Gordon River  | mündet in den Lake Gordon (296 m ü. M.) |
| Horton River            | 38,5  |       | 487   | 142   | Arthur River  | |
| Humboldt River          | 10,3  |       | 896   | 288   | Derwent River | |
| Huon River              | 174,0 |       | 578   | 0     | Huon River    | durchfließt den Lake Pedder (304 m ü. M.) |
| Huskisson River         | 32,2  |       | 195   | 102   | Pieman River  | mündet in den Lake Pieman (102 m ü. M.) |
| Inglis River            | 62,1  |       | 506   | 0     | Inglis River  | |
| Inkerman River          | 13,2  |       | 1.000 | 390   | Gordon River  | |
| Iris River              | 19,7  |       | 807   | 470   | Forth River   | durchfließt den Gairdner-Stausee |
| Isis River              | 38,3  |       | 833   | 150   | Tamar River   | |
| James River             | 14,3  |       | 1.149 | 1.157 | Derwent River | durchfließt Pillans Lake und Lake Augusta |
| Jane River              | 52,9  |       | 382   | 40    | Gordon River  | |
| Jessie River            | 8,2   |       | 447   | 333   | Inglis River  | |
| Jones River             | 7,7   |       | 231   | 79    | Derwent River | durchfließt den Meadowbank-Stausee |
| Jordan River            | 111,0 |       | 382   | 0     | Derwent River | |
| Julius River            | 11,7  |       | 256   | 51    | Arthur River  | |
| King River              | 52,3  |       | 243   | 0     | King River    | durchfließt den Burbury-Stausee |
| Lachlan River           | 11,8  |       | 259   | 2     | Derwent River | |
| Lake River              | 57,9  |       | 741   | 142   | Tamar River   | entfließt dem Woods Lake (741 m ü. M.) |
| Langdon River           | 9,4   |       | 517   | 207   | Henty River   | |
| River Lea               | 16,3  |       | 816   | 470   | Forth River   | entfließt dem Lake Lea (816 m ü. M.) und mündet in den Lake Gairdner (470) |
| Leigh River             | 21,4  |       | 268   | 153   | Arthur River  | |
| River Leven             | 99,3  |       | 946   | 0     | River Leven   | |
| Liffey River (Foto)     | 52,6  |       | 1.210 | 135   | Tamar River   | Liffey Falls |
| Lindsay River           | 31,1  |       | 456   | 142   | Arthur River  | |
| Little Denison River    | 12,7  |       | 263   | 26    | Huon River    | |
| Little Donaldson River  | 32,5  |       | 691   | 200   | Pieman River  | |
| Little Fisher River     | 15,1  |       | 1.270 | 456   | Mersey River  | |
| Little Florentine River | 10,1  |       | 998   | 408   | Derwent River | |
| Little Navarre River    | 9,8   |       | 1.030 | 715   | Derwent River | mündet in den Lake King William (715 m ü. M.) |
| Little Pine River       | 32,6  |       | 1.140 | 689   | Derwent River | durchfließt die Little Pine Lagoon (1.011 m ü. M.) |
| Little Rapid River      |       |       |       |       |               | |
| Little River            | 25,7  |       | 1.178 | 780   | Derwent River | entfließt dem Lake Toorah (1.178 m ü. M.) und durchfließt dann Penah Lake (1.143), Three Arm Lake (1.115) und Lake Olive (1.009)                                                                                 |
| Little Savage River     | 8,1   |       | 401   | 113   | Pieman River  | |
| Little Tully River      | 6,8   |       | 324   | 114   | Henty River   | |
| Little Wilson River     | 9,3   |       | 599   | 160   | Pieman River  | |
| Loddon River            | 19,2  |       | 1.010 | 310   | Gordon River  | |
| Looker River            | 9,8   |       | 321   | 124   | Gordon River  | |
| Lora River              | 9,4   |       | 802   | 75    | Davey River   | |
| Louisa River            |       |       |       |       |               | |
| Lucan River             | 6,6   |       | 457   | 323   | Gordon River  | |
| Lyons River             | 29,7  |       | 708   | 138   | Arthur River  | |
| Mackintosh Creek        | 14,6  |       | 562   | 219   | Pieman River  | mündet in den Lake Mackintosh (219 m ü. M.) |
| Mackintosh River        | 20,0  |       | 219   | 190   | Pieman River  | entfließt dem Lake Mackintosh (219 m ü. M.) und mündet in den Lake Rosebery (190) |
| Macquarie River         | 189,0 |       | 606   | 136   | Tamar River   | |
| Marionoak River         | 11,1  |       | 544   | 142   | Pieman River  | |
| Maxwell River           | 38,5  |       | 421   | 67    | Gordon River  | |
| McLeod River            |       |       |       |       |               | |
| Meander River (Foto)    | 112,0 | 1.600 | 1.060 | 134   | Tamar River   | |
| Medway River            | 19,0  |       | 774   | 564   | River Leven   | |
| Mersey River (Foto)     | 157,0 |       | 948   | 0     | Mersey River  | entfließt dem Lake Meston (948 m ü. M.), durchfließt den Lake Rowallan (480) und den Lake Parangana (415) |
| Minnow River            | 27,3  |       | 1.130 | 81    | Mersey River  | |
| Mountain River          | 24,5  |       | 978   | 9     | Huon River    | |
| Murchison River         | 64,2  |       | 733   | 190   | Pieman River  | durchfließt den Lake Murchison (222 m ü. M.) und mündet in den Lake Rosebery (190) |
| Narcissus River         | 26,1  |       | 1.060 | 738   | Derwent River | durchfließt den Lake St. Clair |
| Navarre River           | 14,9  |       | 1.230 | 715   | Derwent River | durchfließt den Lake King William |
| Nelson River            | 12,8  |       | 699   | 230   | King River    | Nelson Falls; durchfließt den Lake Burbury |
| Nile River              | 50,8  |       | 1.350 | 159   | Tamar River   | durchfließt Lake Baker (1.349 m ü. M.) und Lake Youl (1.300) |
| Nive River              | 70,2  |       | 968   | 229   | Derwent River | |
| North Esk River         | 86,2  |       | 547   | 0     | Tamar River   | |
| Old Park River          | 13,1  |       | 653   | 456   | Emu River     | |
| Old River               | 24,2  |       | 195   | 0     | Old River     | |
| Olga River              | 24,5  |       | 71    | 29    | Gordon River  | |
| Orange River            | 17,6  |       | 392   | 50    | Gordon River  | |
| Ord River               |       |       |       |       |               | |
| Ouse River              | 131,0 |       | 1.206 | 79    | Derwent River | durchfließt den Meadowbank-Stausee |
| Owen Meredith River     | 13,1  |       | 347   | 14    | Pieman River  | |
| Paradise River          | 11,2  |       | 173   | 13    | Pieman River  | |
| Patons River            | 9,8   |       | 911   | 404   | Gordon River  | |
| Percy River             | 10,9  |       | 324   | 160   | Gordon River  | |
| Pet River               | 15,3  |       | 443   | 96    | Emu River     | durchfließt das Pet Reservoir |
| Picton River            | 57,6  |       | 881   | 74    | Huon River    | |
| Pieman River            | 99,3  |       | 190   | 0     | Pieman River  | durchfließt Lake Rosebery und Lake Pieman |
| Pine River              | 27,8  |       | 1.056 | 681   | Derwent River | durchfließt Lake Antimony und Pine Tier Lagoon |
| Plenty River            | 38,3  |       | 837   | 17    | Derwent River | |
| Pokana River            | 19,7  |       | 680   | 296   | Gordon River  | durchfließt den Gordon-Stausee |
| Princess River          | 12,3  |       | 592   | 230   | King River    | durchfließt den Lake Burbury |
| Prosser River           | 38,6  |       | 378   | 0     | Prosser River | |
| Puzzle River            | 12,0  |       | 687   | 353   | Derwent River | |
| Queen River             | 12,9  |       | 164   | 64    | King River    | |
| Que River               | 29,9  |       | 722   | 189   | Pieman River  | |
| Rapid River             | 50,5  |       | 704   | 63    | Arthur River  | |
| Rattler River           | 7,3   |       | 560   | 295   | Inglis River  | |
| Repulse River           | 14,5  |       | 926   | 150   | Derwent River | durchfließt den Repulse-Stausee |
| Ring River              | 16,7  |       | 990   | 102   | Pieman River  | durchfließt den Lake Pieman |
| Roberts River           | 13,2  |       | 823   | 318   | Huon River    | |
| Rocky River             | 13,1  |       | 590   | 39    | Pieman River  | |
| Russell River           | 30,0  |       | 1.110 | 23    | Huon River    | |
| Salmon River            | 12,5  |       | 134   | 24    | Arthur River  | |
| Sand River              | 18,0  |       | 396   | 49    | Prosser River | |
| Savage River            | 71,7  |       | 706   | 13    | Pieman River  | |
| Serpentine River        | 26,0  |       | 309   | 122   | Gordon River  | entfließt dem Lake Pedder (309 m ü. M.) |
| Shannon River           | 68,1  |       | 1.033 | 264   | Derwent River | entfließt dem Great Lake (1.033 m ü. M.) und durchfließt die Shannon Lagoon (1.021) |
| Smith River             | 13,4  |       | 223   | 35    | Gordon River  | |
| Snake River             | 14,0  |       | 567   | 197   | Huon River    | |
| Snowy River             | 12,3  |       | 930   | 573   | Tamar River   | mündet in den Lake Leake (573 m ü. M.) |
| Solly River             | 31,7  |       | 595   | 30    | Old River     | |
| Sophia River            | 20,1  |       | 408   | 219   | Pieman River  | mündet in den Lake Mackintosh (219 m ü. M.) |
| South Cracroft River    | 9,8   |       | 799   | 262   | Huon River    | |
| South Eldon River       | 22,7  |       | 827   | 243   | King River    | |
| South Esk River (Foto)  | 255,1 |       | 810   | 0     | Tamar River   | längster Fluss Tasmaniens; durchfließt den Lake Trevallyn (134 m ü. M.) |
| South Loddon River      | 11,0  |       | 704   | 380   | Gordon River  | |
| South Styx River        | 13,2  |       | 834   | 335   | Derwent River | |
| Southwell River         | 15,3  |       | 801   | 219   | Pieman River  | mündet in den Lake Mackintosh (219 m ü. M.) |
| Spence River            | 20,0  |       | 348   | 7     | Gordon River  | |
| Sprent River            | 18,7  |       | 347   | 18    | Gordon River  | |
| St. Josephs River       | 10,7  |       | 537   | 227   | Cam River     | |
| St. Marys River         | 9,8   |       | 505   | 172   | Cam River     | |
| St. Patricks River      | 68,2  |       | 925   | 217   | Tamar River   | |
| St. Pauls River         | 54,4  |       | 573   | 192   | Tamar River   | |
| Stanley River           | 18,9  |       | 456   | 102   | Pieman River  | mündet in den Lake Pieman (102 m ü. M.) |
| Stitt River             | 14,0  |       | 851   | 102   | Pieman River  | mündet in den Lake Pieman (102 m ü. M.) |
| Styx River (Foto)       | 58,5  |       | 1.110 | 23    | Derwent River | |
| Supply River            | 27,0  |       | 416   | 0     | Tamar River   | |
| Surprise River          | 10,0  |       | 556   | 404   | Gordon River  | |
| Swan River              | 57,6  |       | 740   | 0     | Swan River    | durchfließt die Seen Kings Bay (0 mü.M.) und Great Swanport (0) |
| Tamar River             | 65,0  |       | 0     | 0     | Tamar River   | streng genommen handelt es sich beim Tamar River um keinen Fluss, sondern um einen Ästuar |
| Thomas Currie Rivulet   | 10,2  |       | 639   | 62    | King River    | |
| Thornton River          |       |       |       |       |               | |
| Tofft River             | 8,5   |       | 938   | 230   | King River    | mündet in den Lake Burbury (230 m ü. M.) |
| Toner River             | 11,3  |       | 461   | 187   | Pieman River  | |
| Travellers Rest River   | 10,6  |       | 952   | 730   | Derwent River | durchfließt den Travellers Rest Lake (950 m ü. M.) und die Travellers Rest Lagoon (949) |
| Tully River             | 27,8  |       | 328   | 10    | Henty River   | |
| Tyenna River            | 48,1  |       | 833   | 40    | Derwent River | |
| River Tyne              | 15,8  |       | 797   | 302   | Tamar River   | |
| Upper Lake River        | 17,2  |       | 951   | 741   | Tamar River   | durchfließt den Arthurs Lake (951 m ü. M.) und den Woods Lake (741) |
| Vale River              | 11,2  |       | 788   | 287   | Pieman River  | |
| Wallace River           | 15,4  |       | 1.290 | 342   | Pieman River  | |
| Wandle River            | 18,3  |       | 629   | 268   | Arthur River  | |
| Waratah River           | 9,2   |       | 611   | 317   | Arthur River  | entsteht aus dem Waratah Reservoir (611 m ü. M.) |
| Watts River             | 19,3  |       | 591   | 41    | Old River     | |
| Weld River              | 53,2  |       | 868   | 57    | Huon River    | |
| Weld River              |       |       |       |       |               | |
| West Gawler River       | 15,7  |       | 515   | 119   | River Leven   | durchfließt den Lake Isandula (159 m ü. M.) |
| West Swan River         | 27,8  |       | 914   | 55    | Swan River    | |
| Wey River               | 14,5  |       | 646   | 491   | Arthur River  | entsteht aus der Talbots Lagoon (646 m ü. M.) |
| Whyte River             | 60,1  |       | 465   | 13    | Pieman River  | |
| Wilmot River            | 40,1  |       | 470   | 37    | Forth River   | durchfließt den Lake Gairdner (470 m ü. M.) |
| Wilson River            | 40,1  |       | 688   | 102   | Pieman River  | mündet in den Lake Pieman (102 m ü. M.) |
| Wye River               | 27,4  |       | 617   | 1     | Swan River    | |
| Yolande River           | 17,6  |       | 662   | 50    | Henty River   | durchfließt den Margaret-Stausee |